# روکش دندان

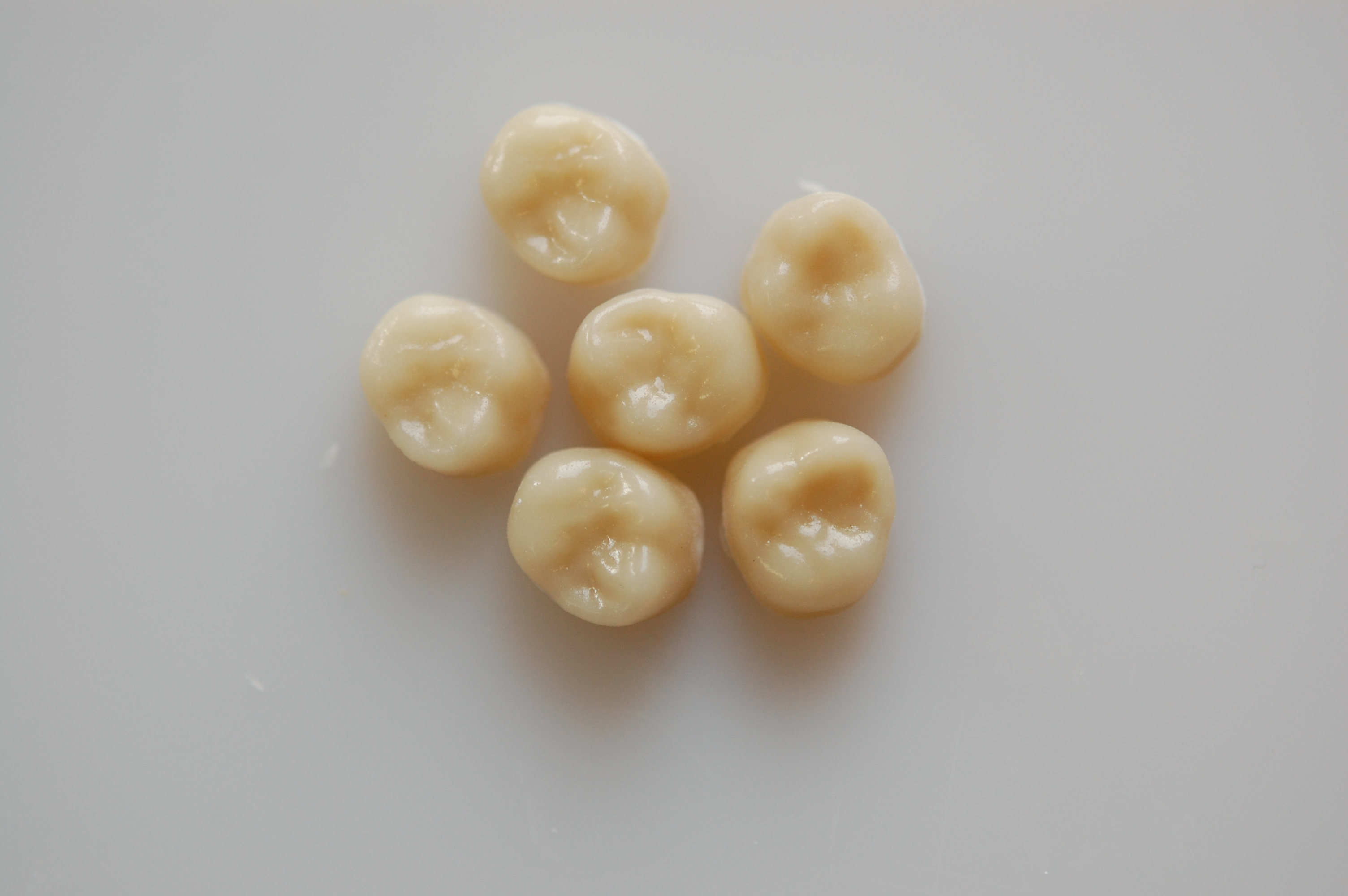
دندان

روکش دندان روکشی برای پوشاندن دندان است. روکش دندان، یک طرح درمان مستقل است. ممکن است نسج کافی دندان برای نگهداری پرکردگی باقی نمانده باشد یا احتمال شکستن دندان بر اثر فشارهای حاصل از جویدن و شکننده شدن بافت دندان دراثر عصب کشی وجود داشته باشد، در چنین مواردی از روکش دندان استفاده می‌شود. همچنین روکش‌های دندان در اتصال بریج دندان‌ها، برای محافظت از دندان ضعیف یا در ترمیم دندانی که شکسته است مورد استفاده قرار بگیرند.
روکش دندان ممکن است برای گیر بیشتر در دندان، به کمک پین یا پست به دندان متصل شود.

## کاربردها
روکش دندان در موارد زیر استفاده می‌شود:
- دندان‌هایی که به علت پرکردگی وسیع شکننده هستند.
- دندان‌هایی که تاجشان شکسته باشد یا نسج باقی‌ماندهٔ دندان توانایی نگه‌داشتن پرکردگی را نداشته باشد.
- در دندان‌هایی که معالجهٔ عصب شده‌اند، از آنجایی که مقدار زیادی از نسج مینا و عاج برداشته می‌شود و نیز به علت قطع‌شدن تغذیهٔ داخلی و خشک‌شدگی نسبی بافت دندان، یا به علت تغییر رنگ ناشی از خونریزی دندانی یا بیماری پالپ استفاده از روکش دندان توصیه می‌شود.
- در ترمیم زیبایی دندان‌های بدرنگ یا بدشکل.
- برای ترک‌های دندانی.
- بازسازی سطوح جوندهٔ دندان.